# Burnham Without
Burnham Without – civil parish w Anglii, w hrabstwie Somerset, w dystrykcie (unitary authority) Somerset. Leży 36 km na południowy zachód od miasta Bristol i 199 km na zachód od Londynu.